# 刘锦德
刘锦德（1930年12月—），男，上海人，中国计算机技术专家，中国计算机事业60年杰出贡献特别奖获得者。曾任成都电讯工程学院教授、博士生导师。